# 凝望月亮的兩人

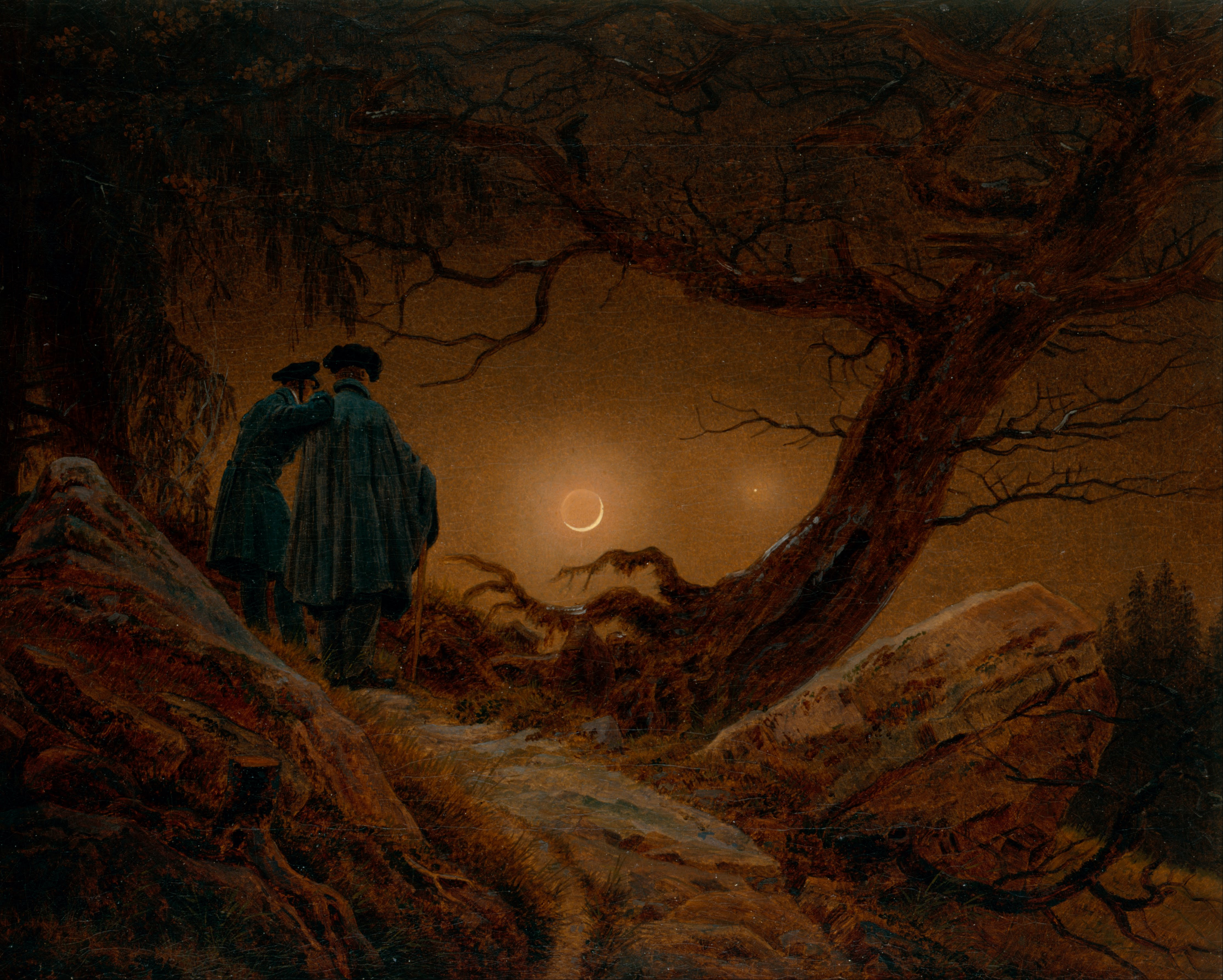
凝望月亮的兩人，1819–20. 35 x 44.5 cm

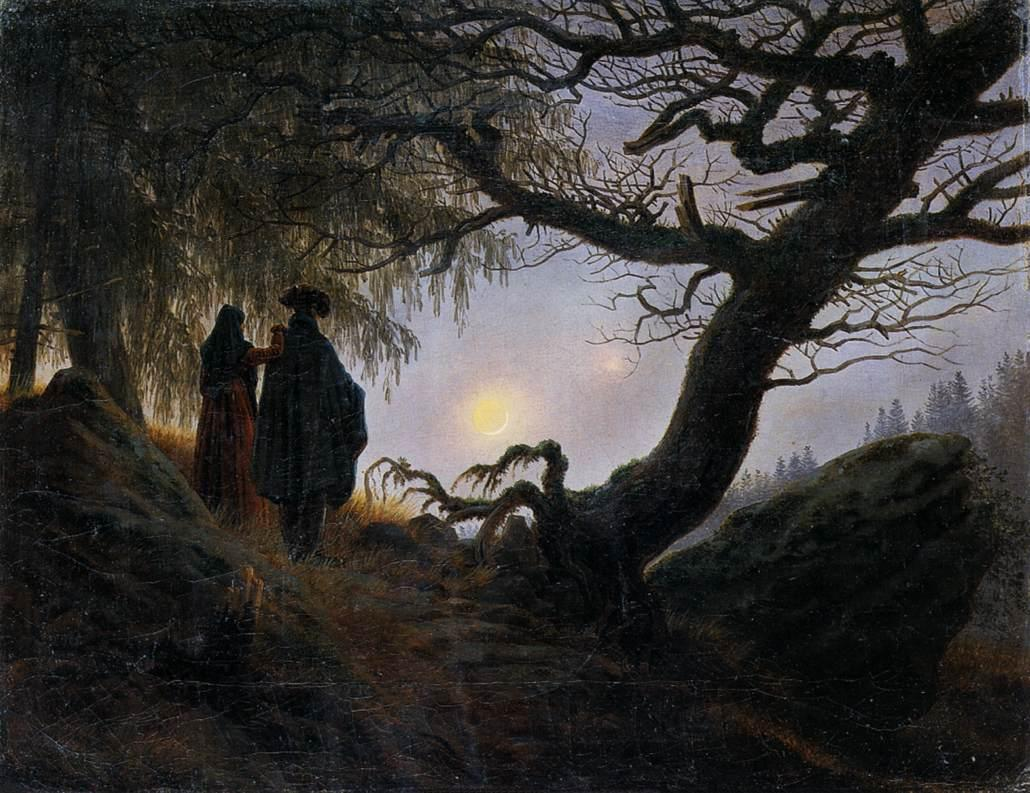
凝望月亮的男女， c. 1824. 34 x 44 cm

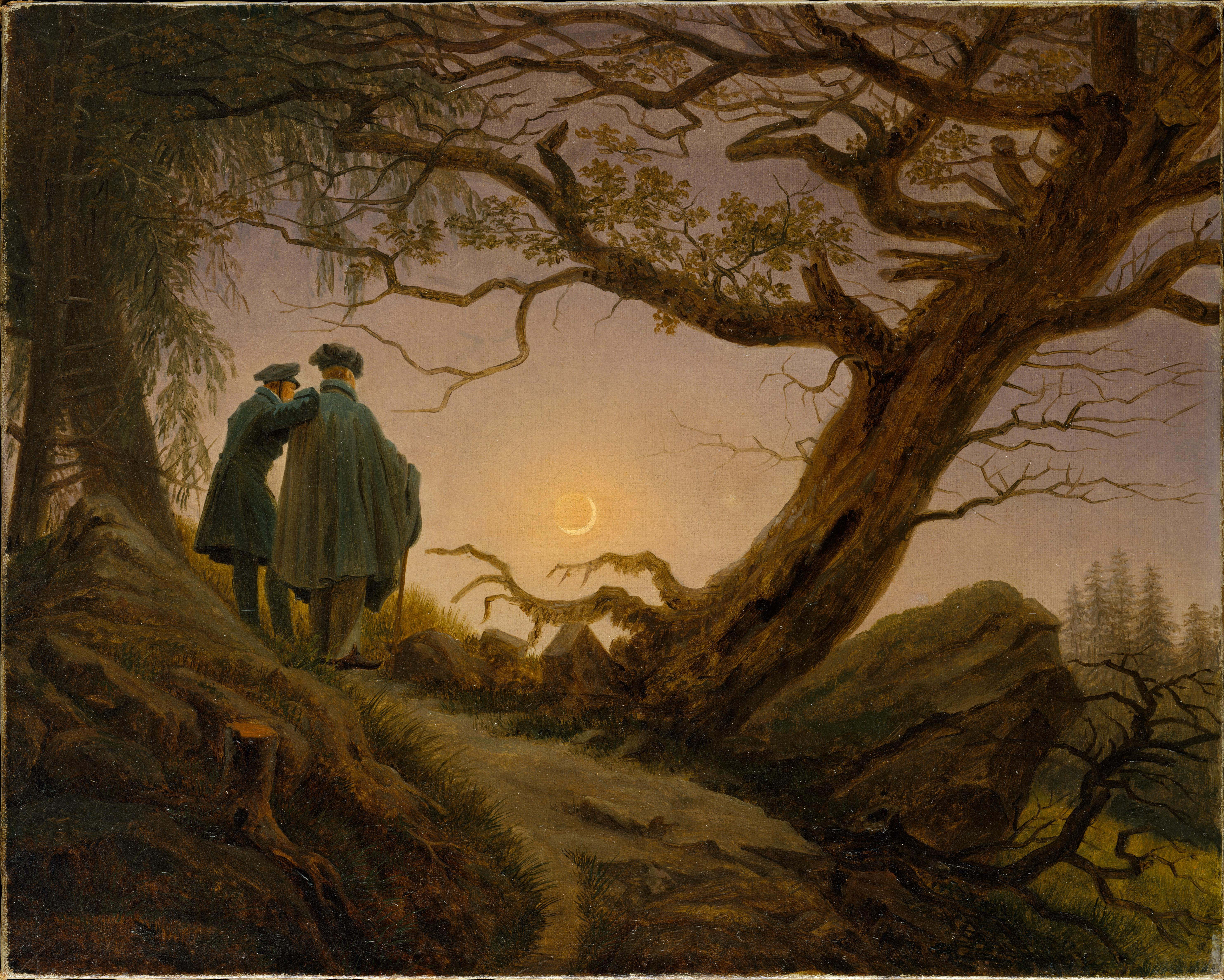
凝望月亮的兩人，c. 1825–30. 34.9 x 43.8 cm

《凝望月亮的兩人》（德語：Zwei Männer in Betrachtung des Mondes）是德國浪漫主義畫家卡斯帕·大衛·弗雷德里希的一系列相似作品，該系列同時也是他最為有名的作品。畫作初版現存於德累斯頓的新大師畫廊，1824年版現存於柏林的舊國家美術館，而1830版則保存於紐約的大都會藝術博物館。

## 外部連結
- 新大師畫廊對該作品的介紹 （页面存档备份，存于）
- 舊國家美術館對該作品的介紹 （页面存档备份，存于）
- 大都會藝術博物館對該作品的介紹 （页面存档备份，存于）